# Regard sur l'Est
Regard sur l’Est est une revue en ligne française spécialisée sur l’espace post-communiste, en particulier l’Europe centrale et orientale, le Caucase, la Russie et les pays d’Asie centrale. Elle a été fondée en mai 1996 par des doctorants de l’Inalco et de Sciences Po Paris et fut publiée en édition papier jusqu'en 2003. Elle existe depuis exclusivement en ligne.

## Fonctionnement
La revue est principalement animée par des chercheurs, des journalistes et des étudiants. En août 2010, selon le site internet de Regard sur l’Est, on comptait dix membres actifs dans l’équipe de rédaction. La rédactrice en chef est Céline Bayou. Tous les membres de Regard sur l’Est sont bénévoles et tous les articles publiés sur le site sont libres d'accès.
Des appels à contribution sont régulièrement envoyés aux internautes abonnés à la lettre bimensuelle, afin de solliciter la participation de rédacteurs tiers sur des sujets spécifiques.
Regard sur l’Est se caractérise par un croisement de genres, entre recherche académique et journalisme. La revue fut conçue dans un esprit d’accessibilité pour les lecteurs non-initiés aux problèmes traitées. Pour le quotidien La Croix, c’est de la “géopolitique accessible”. Comme le souligne Céline Bayou: « nous ne voulions pas faire de la recherche avec un grand R, mais rendre accessible l’actualité des pays de l’Est à un lecteur qui ne connaît pas forcément la zone géographique dont on parle. »

## Structure de la revue
La revue est organisée en deux parties distinctes. La section principale consiste en une série d'articles d'analyses sur des thèmes politiques, sociaux et économiques propres aux pays de l'espace post-communiste. Ces articles sont pour la plupart répartis dans des dossiers thématiques publiés régulièrement. La langue de publications est le français, mais la plupart des articles sont également proposés en langue anglaise et certains dans d'autres langues encore. La deuxième section, les « Brèves », est mise à jour quotidiennement et est constituée d’articles courts rapportant l’actualité dans la zone.
La revue se compose de six rubriques régionales : Asie centrale, Balkans, Caucase, États baltes, Peco et Russie.

## Publications
En février 2024, Regard sur l’Est comptabilisait un total de 75 thématiques publiés.
La rédaction a pris en charge la rédaction d'un recueil d'articles sur les trois États baltes, paru en 2005 sous le nom d’« Itinéraires baltes ».

## Diffusion
Hormis les internautes abonnés au bulletin d’informations bimensuel, Regard sur l’Est dispose d’un réseau de diffusion dans les médias et le monde académique,,,,.